# Liste der Kulturdenkmäler in Biersdorf am See
In der Liste der Kulturdenkmäler in Biersdorf am See sind alle Kulturdenkmäler der rheinland-pfälzischen Ortsgemeinde Biersdorf am See aufgeführt. Grundlage ist die Denkmalliste des Landes Rheinland-Pfalz (Stand: 27. Juni 2022).

## Einzeldenkmäler
| Bezeichnung                        | Lage                     | Baujahr         | Beschreibung | Bild                           |
| ---------------------------------- | ------------------------ | --------------- | --- | ------------------------------ |
| Wegekreuz                          | Erzbergstraße Lage       | um 1800         | Wegekreuz, um 1800 | Fotos hochladen                |
| Altes katholisches Pfarrhaus       | Erzbergstraße 13 Lage    | 17. Jahrhundert | fünfachsiger Putzbau mit Backofenanbau, 17. Jahrhundert, 1927 überformt | BW                             |
| Katholische Pfarrkirche St. Martin | Langheck 1 Lage          | 1907            | neuromanischer Kalksteinbau mit Querhaus, Chor und Fassadenturm, 1907, Architekt Eduard Endler, Köln; mit Ausstattung | weitere Bilder Fotos hochladen |
| Wegekreuz                          | Langheck, vor Nr. 2 Lage | 1804            | Wegekreuz mit Muschelnische, 1804 | Fotos hochladen                |
| Neues katholisches Pfarrhaus       | Langheck 3 Lage          | 1932            | kubischer Walmdachbau mit straßenseitig vorspringendem Erdgeschoss und Treppenhaus, 1932; im rückwärtigen Neubau Spolien aus der 1923 abgebrochenen Kirche: drei spätgotische Schlusssteine, zwei ältere skulptierte Konsolen | Fotos hochladen                |
| Wohnhaus                           | Talstraße 38 Lage        |                 | Flurküchenhaus, um 1900 aufgestockt | Fotos hochladen                |